# Sören Schulz
Sören Schulz (* 1975 in Itzehoe) ist ein deutscher Regisseur und Kameramann.

## Leben
Bereits in seiner Schulzeit drehte Sören Schulz Kurzfilme und schrieb Drehbücher.
Während seines Abiturs und Zivildienstes arbeitete er als Filmvorführer und später als stellvertretender Theaterleiter im Burg-Theater-Kino. Zusätzlich schrieb er kurze Filmkritiken für eine lokale, wöchentliche Zeitung.
1997 absolvierte er den Foundation Course an der Panico Filmschool in London. Von London aus, zog er nach Berlin und arbeitete dort zunächst als Beleuchter, Kameraassistent und Regieassistent. Nun arbeitet er als Regisseur und Kameramann.

## Filmografie (Auswahl)

### Regie
- 1997: Trust (Kurzfilm)
- 1998: Der Vampyr (Kurzfilm)
- 2000: Liebe geht durch den Magen[2] (Kurzfilm)
- 2003: Der Abschied[3] (Kurzfilm)
- 2006–2011: Ijon Tichy: Raumpilot (Serie) [Second Unit Regie]
- 2013: Elbracht OHG / Störk & Terbeek[4] (Imagefilm)
- 2016: Freunde in Berlin (Mini-Serie)
- 2019: Berlin Live[5] (Mini-Serie)
- 2021: Who‘s There?[6] (Kurzfilm)
- 2023: Krümelmonsters Foodie Truck mit Steffen Henssler (Serie)[7]
- 2024: Reflected (Kurzfilm)[8]

### Kamera
- 1997: Trust (Kurzfilm)
- 1998: Der Vampyr (Kurzfilm)
- 2000: Liebe geht durch den Magen[2] (Kurzfilm)
- 2004: El Cuarto Misterioso (Dokumentarfilm)
- 2006–2011: Ijon Tichy: Raumpilot (Serie) [Second Unit Kamera]
- 2011: Rendez-vous à Nice (Educational Series)
- 2013: Elbracht OHG / Störk & Terbeek[4] (Imagefilm)
- 2015: Ohne Dich (Kurzfilm)
- 2018: The Accidental Rebel / Nur ein Augenblick (Spielfilm)
- 2021: Who‘s There?[6] (Kurzfilm)

## Auszeichnungen
- 2001: Preis des Steinburger Videofestivals Liebe geht durch den Magen
- 2003: nominiert International Short Film Festival Sulzbach-Rosenberg, Der Abschied
- 2005: Filmfest Dithmarschen, Publikumspreis, Der Abschied
- 2005: Schwäbisch Hall International Film Forum Best Shortfilm Film/Fiction, Der Abschied
- 2024: nominiert für den Grimme-Preis Bereich Kinder & Jugend, Krümelmonsters Foodie Truck mit Steffen Henssler[9]